# Secure Socket Tunneling Protocol
Secure Socket Tunneling Protocol (SSTP) je protokol pro virtuální privátní sítě (VPN), který využívá PPP přenos dat skrze TCP spojení se SSL/TLS. SSL/TLS poskytuje pomocí asymetrické šifry bezpečnou výměnu klíčů, šifrování a kontrolu integrity přenášených dat. Standardně používá TCP port 443, který používá i běžné HTTPS, což protokolu SSTP umožňuje procházet prakticky všemi firewally a proxy servery kromě webových proxy využívajících ověření uživatelů.